# Zimbabwe a 2011-es úszó-világbajnokságon
Zimbabwe a 2011-es úszó-világbajnokságon három úszóval vett részt.

## Úszás
Férfi
| Versenyző      | Esemény                     | Selejtező | Selejtező | Elődöntő          | Elődöntő          | Döntő             | Döntő             |
| Versenyző      | Esemény                     | Idő       | Helyezés  | Idő               | Helyezés          | Idő               | Helyezés          |
| -------------- | --------------------------- | --------- | --------- | ----------------- | ----------------- | ----------------- | ----------------- |
| Timothy Ferris | Férfi 100 méteres mellúszás | 1:04.76   | 63        | Nem jutott tovább | Nem jutott tovább | Nem jutott tovább | Nem jutott tovább |
| Timothy Ferris | Férfi 200 méteres mellúszás | 2:23.96   | 48        | Nem jutott tovább | Nem jutott tovább | Nem jutott tovább | Nem jutott tovább |

Női
| Versenyző       | Esemény                     | Selejtező | Selejtező | Elődöntő          | Elődöntő          | Döntő             | Döntő             |
| Versenyző       | Esemény                     | Idő       | Helyezés  | Idő               | Helyezés          | Idő               | Helyezés          |
| --------------- | --------------------------- | --------- | --------- | ----------------- | ----------------- | ----------------- | ----------------- |
| Nicole Horn     | Női 50 méteres gyorsúszás   | 27.01     | 38        | Nem jutott tovább | Nem jutott tovább | Nem jutott tovább | Nem jutott tovább |
| Nicole Horn     | Női 100 méteres gyorsúszás  | 57.70     | 42        | Nem jutott tovább | Nem jutott tovább | Nem jutott tovább | Nem jutott tovább |
| Kirsty Coventry | Női 200 méteres hátúszás    | 2:09.03   | 7 Q       | 2:09.33           | 12                | Nem jutott tovább | Nem jutott tovább |
| Kirsty Coventry | Női 200 méteres vegyesúszás | 2:13.32   | 11 Q      | 2:12.21           | 9                 | Nem jutott tovább | Nem jutott tovább |
| Kirsty Coventry | Női 400 méteres vegyesúszás | 4:42.52   | 14        |                   |                   | Nem jutott tovább | Nem jutott tovább |